# Fajac-la-Relenque
Fajac-la-Relenque település Franciaországban, Aude megyében. Lakosainak száma 51 fő (2022. január 1.). Fajac-la-Relenque La Louvière-Lauragais, Marquein, Molandier, Salles-sur-l’Hers és Gibel községekkel határos.

## Népesség
A település népességének változása:
| Lakosok száma | 75   | 51   | 42   | 42   | 49   | 50   | 50   | 50   | 50   | 51   |
|               | 1968 | 1982 | 1999 | 2006 | 2011 | 2015 | 2017 | 2018 | 2020 | 2022 |